# Sérgio Conceição
Sérgio Paulo Marceneiro da Conceição (15 de novembre de 1974) és un exfutbolista portuguès de la dècada de 2000 i entrenador.
Fou 56 cops internacional amb la selecció portuguesa amb la qual participà en la Copa del Món de futbol de 2002.
Pel que fa a clubs, defensà els colors de FC Porto, SS Lazio, Parma FC, Inter de Milà, Standard Liège i PAOK Salònica FC, entre d'altres.
Un cop retirat fou entrenador.

## Palmarès

### Com a jugador
Leça
- Segunda Liga: 1994-95

Porto
- Primeira Liga: 1996-97, 1997-98, 2003-04
- Taça de Portugal: 1997-98
- Supercopa Cândido de Oliveira: 1996

Lazio
- Serie A: 1999-00
- Coppa Italia: 1999-00, 2003-04
- Supercoppa Italiana: 1998
- Recopa d'Europa de futbol: 1998-99
- Supercopa d'Europa de futbol: 1999

### Com a entrenador
Porto
- Primeira Liga: 2017-18, 2019-20, 2021-22
- Taça de Portugal: 2019-20, 2021-22, 2022-23, 2023-24
- Taça da Liga: 2022-23
- Supercopa Cândido de Oliveira: 2018, 2020, 2022

Milan
- Supercoppa Italiana: 2024[11]